# 展云庭
展云庭（1954年—），山东高密人，汉族，中华人民共和国政治人物、第十一届全国人民代表大会黑龙江地区代表。
毕业于中共中央党校经济管理专业，是中共党员。担任大庆市第九届人民代表大会常务委员会主任。2008年起担任全国人大代表。